# Canon EOS 800D
Canon EOS 800D là máy ảnh DSLR được sản xuất bởi Canon, công bố ngày ngày 14 tháng 2 năm 2017, cùng lúc với Canon EOS 77D và Canon EOS M6. Thân máy có giá $750, tương tự Canon EOS 750D lúc mới ra mắt. Nó có thể được bán ra từ tháng 4-2017 với tùy chọn chỉ thân máy, hoặc với ống kính kit 18-55mm IS STM với tổng giá $900, hoặc với 18-135mm IS STM có tổng giá US$1300.
Máy này được định hướng phổ thông, nằm giữa 77D và 100D. Mọi thông số cơ bản và kích thước tương tự EOS 77D, tuy nhiên khác với EOS 77D thì 800D không được thừa hưởng một số đặc điểm của dòng xD và xxD như màn hình phụ và vòng xoay nhanh, nút AF-ON.

## Đặc điểm chính
Một số tính năng mới so với 750D gồm:
- Cảm biến ảnh 24,2 megapixel hiệu dụng, với Dual Pixel CMOS AF (So với Hybrid CMOS AF III)[3]
  - Phiên bản Dual Pixel CMOS AF trên EOS 800D, cũng như 77D và M6 được tuyên bố là hệ thống AF nhanh nhất thế giới, chỉ trong 0,03 giây (theo các thử nghiệm của Canon, tính đến ngày ngày 14 tháng 2 năm 2017).
- 45 điểm lấy nét ngang dọc với AI Servo AF II, so với 19 trên 760D.
  - 77D thừa kế hệ thống điểm AF này từ 80D, tuy nhiên không có khả năng AF trong điều kiện ánh sáng -3 EV.
- DIGIC 7 (DIGIC 6 trên 760D)
  - Dải ISO 100-25600, mở rộng lên H:51200
- Cân bằng trắng tự động: bên cạnh tự động và tự động ưu tiên trắng, thì tăng thêm tự động ưu tiên ngoại cảnh.
- Bluetooth tích hợp tương tự EOS M5, tương thích với điều khiển từ xa BR-E1 mới được công bố cùng lúc.
- Quay video full HD 60 hình/giây
- Khả năng quay video HDR và time-lapse
- Chống rung điện tử khi quay video tương tự EOS M5
- Thời lượng pin gia tăng so với 760D, từ 440 hình lên 600 hình (lý thuyết)
- Khung và vỏ máy được thiết kế với hình dáng giống EOS 80D.
- Custom Functions được tăng lên 15 mục với 44 tùy chọn
- Thiết kế lại giao diện tương tự điện thoại thông minh, giúp những người mới sử dụng dễ làm quen với máy.